# Orbitoidoidea
Orbitoidoidea, tradicionalmente denominada Orbitoidacea, es una superfamilia de foraminíferos del suborden Rotaliina y del orden Rotaliida. Su rango cronoestratigráfico abarca desde el Santoniense (Cretácico superior) hasta la Eoceno superior.

## Clasificación
Orbitoidoidea incluye a las siguientes familias y subfamilias:
- Familia Linderinidae
- Familia Orbitoididae
- Familia Lepidorbitoididae